# Annegret Bolte
Annegret Bolte ist eine Arbeits- und Organisationssoziologin am Institut für Sozialwissenschaftliche Forschung e. V. München und Privatdozentin an der Universität Kassel.

## Forschung
Ihre Forschungsschwerpunkte sind informelle Kooperation und Kommunikation, Organisationsentwicklung und Führung. Bolte untersuchte beispielsweise Vertrauensbeziehungen in kleinen und mittleren Unternehmen, die durch die schnellen und häufigen Veränderungen in der Umwelt schneller als früher ihre Organisation verändern müssen und damit das ursprünglich vorhandene Vertrauen der Mitarbeiter in Frage stellen. Ziel der Forschung war die Einführung von erfahrungsbasierten Vertrauensformen, um die Basis der Zusammenarbeit aufrechtzuerhalten.

## Bibliographie

### Bücher
- Die Integration von unten, mit Fritz Böhle und Markus Bürgermeister
- Die alltägliche Last der Kooperation,
- Die Organisation des Informellen: Modelle zur Organisation von Kooperation im Arbeitsalltag, mit Stephanie Porschen
- Vertrauen und Vertrauenswürdigkeit: Arbeitsgestaltung und Arbeitspolitik jenseits formeller Regulierung, mit Fritz Böhle und Norbert Huchler
- Lernen in der Arbeit: Erfahrungswissen und lernförderliche Arbeitsgestaltung bei wissensintensiven Berufen; Herausgegeben durch A. Bolte und Judith Neumer
- Erfahrungsgeleitete kooperative Arbeit; mit Stephanie Porschen
- Lernen in Arbeit, 2021

### Kapitel
- 2020: Erfahrungsbasiertes Kontextwissen: Organisationale Grenzen unterwandern statt überschreiten; In: Knackstedt, Ralf; Kutzner, Kristin; Sitter, Miriam; Truschkat, Inga (Hrsg.): Grenzüberschreitungen im Kompetenzmanagement. Trends und Entwicklungsperspektiven
- 2017: IT-Industrie: Unwägbarkeiten, in  Böhle, Fritz (Hrsg.): Arbeit als Subjektivierendes Handeln: Handlungsfähigkeit bei Unwägbarkeiten und Ungewissheit
- 2017: Montage: Perspektiven für Arbeitsgestaltung und Arbeitspolitik, in Böhle, Fritz (Hrsg.): Arbeit als Subjektivierendes Handeln: Handlungsfähigkeit bei Unwägbarkeiten und Ungewissheit
- 2017: IT-Industrie: Tätigkeit und Arbeitsprozess, in Böhle, Fritz (Hrsg.): Arbeit als Subjektivierendes Handeln: Handlungsfähigkeit bei Unwägbarkeiten und Ungewissheit

### Artikel
- 1998: Beim CAD geht das Konstruieren langsamer als das Denken; doi.org/10.1515/arbeit-1998-0405
- 2018: Erfahrungsbasiertes Kontextwissen in wissensintensiven Tätigkeiten am Beispiel teambasiert arbeitender junger Ingenieurinnen, in Arbeit – Zeitschrift für Arbeitsforschung, Arbeitsgestaltung und Arbeitspolitik, Heft 4, Jg. 27, S. 369–390
- Subjektivierendes Arbeitshandeln-" Nice to have" oder ein gesellschaftskritischer Blick auf" das Andere" der Verwertung?